# Shahrul Saad
Đây là một tên người Mã Lai. Theo tập quán Mã Lai, tên gọi hay được sử dụng hơn. Tên gọi của người này là Shahrul.
Muhammad Shahrul bin Mohd Saad (sinh ngày 8 tháng 7 năm 1993) là một cầu thủ bóng đá người Malaysia chơi ở vị trí hậu vệ cho câu lạc bộ Malaysia Perak và đội tuyển quốc gia Malaysia. Shahrul chơi chủ yếu ở vị trí trung vệ nhưng cũng có thể chơi ở vị trí tiền vệ phòng ngự. Anh đã được bổ nhiệm làm phó đội trưởng của Perak cho mùa giải 2018 cùng với Hafizul Hakim.

## Câu lạc bộ sự nghiệp
Shahrul bắt đầu sự nghiệp của mình tại đội trẻ Perak. Sau đó, anh được chuyển sang thi đấu trẻ quốc gia Malaysia và đã chơi cho Harimau Muda B ở giải VĐQG Malaysia và Harimau Muda A ở Singapore S.League.
Năm 2015, anh tốt nghiệp ngành thiết lập giới trẻ quốc gia và được Felda United ký hợp đồng. Tại Felda, anh được huấn luyện viên trưởng Irfan Bakti Abu Salim. chuyển đổi từ một hậu vệ sang một tiền vệ phòng ngự. Năm 2016, Shahrul trở lại Perak.

## Sự nghiệp quốc tế
Shahrul đã chơi cho đội tuyển bóng đá quốc gia Malaysia, ra mắt vào cuối năm 2015 bởi huấn luyện viên quốc gia Ong Kim Swee.

#### Bàn thắng quốc tế
Tính đến ngày 8 tháng 6 năm 2022.
| # | Ngày                 | Địa điểm                                                  | Số trận | Đối thủ   | Bàn thắng | Kết quả | Giải đấu     |
| - | -------------------- | --------------------------------------------------------- | ------- | --------- | --------- | ------- | ------------ |
| 1 | 10 tháng 9 năm 2018  | Sân vận động Olympic Phnôm Pênh, Phnôm Pênh, Campuchia    | 17      | Campuchia | 1–1       | 3–1     | Giao hữu     |
| 2 | 11 tháng 12 năm 2018 | Sân vận động Quốc gia Bukit Jalil, Kuala Lumpur, Malaysia | 26      | Việt Nam  | 1–2       | 2–2     | AFF Cup 2018 |
| 3 | 2 tháng 6 năm 2019   | Sân vận động Quốc gia Bukit Jalil, Kuala Lumpur, Malaysia | 30      | Nepal     | 1–0       | 2–0     | Giao hữu     |
| 4 | 5 tháng 10 năm 2019  | Sân vận động Quốc gia Bukit Jalil, Kuala Lumpur, Malaysia | 36      | Sri Lanka | 2–0       | 6–0     | Giao hữu     |
| 5 | 9 tháng 12 năm 2021  | Sân vận động Bishan, Bishan, Singapore                    | 38      | Lào       | 3–0       | 4–0     | AFF Cup 2020 |